# Llewellyn Ivor Price
Llewellyn Ivor Price (Santa Maria, 9 de octubre de 1905 - 1980) fue uno de los primeros paleontólogos brasileños. Murió a la edad de 75 años por un ataque al corazón.
Hijo de padres estadounidenses, estudió Química y se graduó en Zoología y en Geología en los Estados Unidos. Después de ser profesor en Harvard, regresó a Brasil. Su trabajo contribuyó al desarrollo de la paleontología Brasil y el mundo. Fue el paleontólogo que descubrió el fósil de Staurikosaurus, el primer dinosaurio de Brasil.

## Algunas publicaciones
- 1976. Localidades fossilíferas das folhas SB. 18 Javari e SC. 18 Contamana. Con Diógenes de Almeida Campos, Dea Regina Bouret Campos. Edición reimpresa de Proyecto Radambrasil, 202 pp.

- 1970. A Saurischian Dinosaur from the Triassic of Brazil. Am. Museum Novitates 2405. Con Edwin H. Colbert, Theodore Elmer White. Ed. Am. Museum of Natural History, 39 pp.[1]

- 1966. The Postcranial Skeleton of the Giant Permian Pelycosaur Cotylorhynchus Romeri. Bull. of the Museum of Comparative Zoology 135 (1). Con	John Willis Stovall, Alfred Sherwood Romer. Ed. Harvard University, 30 pp.

- 1959. Sôbre um crocodilídeo notossúquio do Cretácico brasileiro. Ministerio da agricultura: Dep. Nacional de produçao mineral 188. Ed. Serviço Gráfico do Instituto Brasileiro de Geografia e Estatística, 63 pp.

- 1957. A presença de globidens no Cretácico superior do Brasil. Ministério da Agricultura: Dep. Nacional da Produção Mineral 169. Ed. Serviço Gráfico do Instituto Brasileiro de Geografia e Estatística, 24 pp.

- 1953. Os quelônios da formação Bauru: Cretáceo terrestre do Brasil meridional. Ministério da agricultura. Departamento nacional da produção mineral 147. Ed. Serviço Gráfico do Instituto Brasileiro de Geografia e Estatística, 34 pp.

- 1947. A New Eocene Marsupial from Brazil. American Museum novitates 1357. Con George Gaylord Simpson, Carlos de Paula Couto. Ed. The American Museum of Natural History, 7 pp.

- 1944. Stahleckeria Lenzii, a Giant Triassic Brazilian Dicynodont. Bull. of the Museum of Comparative Zoology 93 (4). Con Alfred Sherwood Romer. Ed. Harvard Museum of Comparative Zoology, 491 pp.

- 1943. The Will to Create. Ed. University Press

- 1940. Review of the Pelycosauria. Geological Society of America 28. Special papers. Con Alfred Sherwood Romer. Ed. The Society, 538 pp.

- 1937. Two New Cotylosaurs from the Permian of Texas. Ed. New England Zoological Club, 102 pp.

- 1935. Notes on the Brain Case of Captorhinus. Proc. of the Boston Society of Natural History. Ed. Boston Society of Natural History, 10 pp.

## Abreviatura (zoología)
La abreviatura Price  se emplea para indicar a Llewellyn Ivor Price como autoridad en la descripción y taxonomía en zoología.